# Предпазен колан
Предпазният колан или обезопасителен колан (съгласно Закона за движение по пътищата) е средство за пасивна защита, предназначено за удържане на водача на автомобила и пасажерите му на място в случай на рязко спиране при авария или внезапно спиране. Използването на предпазните колани предотвратява придвижването на намиращите се в автомобила хора по инерция и съответно възможното им стълкновение с частите на интериора или с други пасажери, а също така гарантира, че пасажера ще се намира на положение, гарантиращо безопасно отваряне на въздушната възглавница. Освен това предпазният колан се разтяга малко при рязко издърпване, като по този начин поглъща част от кинетичната енергия на пътника. Разтягането на предпазните колани се извършва с помощта на устройства за удължаване и амортисьори.
В България съгласно член 137 от „Закона за движение по пътищата“, използването на обезопасителни колани, с които превозните средства са оборудвани е задължително за водача и всички пътници в моторни превозни средства от категории М и N. Изключения се правят за бременни жени, хора с увреждания и някои други категории. За децата има специални изисквания, описани подробно.

## Ефективност
Предпазните колани намаляват риска за водача и пътниците на предните и задните седалки в зависимост от вида на катастрофата от два до пет пъти. Предпазните колани са най-ефективната система за защита на живота и здравето на пътуващите в автомобила.
Анализ, направен в САЩ през 1984 година сравнява различните видове обезопасителни колани, самостоятелно и в комбинации с въздушни възглавници. Намаляването на фаталните инциденти е голямо: от 20% до 55%. Като резултат се отчита: „Обезопасителните колани намаляват нараняванията и смъртните случаи свързани с катастрофи наполовина“.
Въздушните възглавници са допълнение към предпазното действие на коланите, но не ги заменят. Най-ефективно е използването на тяхната комбинация.
Поради тази причина използването на коланите е задължително и при наличието на въздушни възглавници. Алгоритмите на отварянето на въздушните възглавници са разработени при предположението, че при задействане на въздушната възглавница, водача и пътниците са пристегнати с предпазни колани. Затова при фронтален удар, рязкото движение на пътник или водач при авария напред може да доведе до удар от отварящата се възглавница, по-силен от удар в таблото. В някои съвременни автомобили при непристегнати колани, действието на въздушната възглавница се блокира.